# Потиевка (Киевская область)
Потие́вка (укр. Потії́вка) — село, входит в Белоцерковский район Киевской области Украины.
Население по переписи 2001 года составляло 853 человека.
В селе родился Герой Советского Союза Иван Пишкан.

## Местный совет
09184, Киевская обл., Белоцерковский р-н, с. Потиевка, ул. Октябрьская, 6а

## История
Село Потиевка было в составе Езерянской волости Васильковского уезда Киевской губернии.
В селе была Покровская церковь (в 1836 году — священник Яков Рогалискульский).